# Hylotelephium tangchiense
Hylotelephium tangchiense là một loài thực vật có hoa trong họ Crassulaceae. Loài này được R.X. Meng miêu tả khoa học đầu tiên năm 1992.